# Stephan Kammerer
Stephan Kammerer (* 13. Dezember 1968) ist ein deutscher Fußball- und Futsalschiedsrichter. Er pfeift für den Karlsruher SC im Landesverband Badischer FV.

## Leben
Kammerer ist Diplom-Pädagoge, verheiratet und lebt in Karlsruhe.

## Sportliche Laufbahn
Stephan Kammerer steht seit 1991 auf der Schiedsrichterliste des Deutschen Fußball-Bundes. Von 1997 bis 2004 leitete er 61 Spiele in der 2. Bundesliga. Von 1991 bis 2008 stand er als Schiedsrichterassistent in der Bundesliga und 2. Bundesliga bei 165 Spielen an der Seitenlinie. Seit 2004 steht er auf der FIFA-Liste der Futsalschiedsrichter und leitete bis heute 34 internationale Spiele (Stand August 2010). Er wurde bei der U-21-Futsal-Europameisterschaft 2008 in Russland und bei der Futsal-Europameisterschaft 2010 in Ungarn von der UEFA eingesetzt. 
Im Mai des Jahres 2010 hat die neu gebildete Schiedsrichterkommission des DFB ihn in das Kompetenzteam „Regelumsetzung, Basisarbeit und Talentförderung“ mit Schwerpunkt Futsal berufen.